# میریام گالستون
میریام گالستون (به انگلیسی: Miriam Galston) (متولد ۱۹۴۶) فیلسوف آمریکایی و دانشیار دانشگاه جورج واشینگتن است. او برای نگارش کتاب سیاست و فضیلت (فلسفه سیاسی فارابی) برگزیدهٔ دومین دورهٔ جشنوارهٔ بین‌المللی فارابی شد.